# 小野氏 (主殿寮)
小野氏（おのし）は、平安時代から江戸時代にかけての地下家。江戸時代には主殿寮に務めた。佐伯姓小野氏は同族だが別家。

## 概要
『地下家伝』によると、「高皇産霊尊第三子天忍日命四世孫」の道臣命が祖とされる。道臣命からは
と続いた。